# Де Векки, Чезаре Мария
Чезаре Мария де Векки, первый граф ди Валь Чисмон (итал. Cesare Maria De Vecchi, Conte di Val Cismon; 14 ноября 1884, Казале-Монферрато — 23 июня 1959, Рим) — итальянский колониальный администратор и фашистский политик.

## Биография
Завершив обучение юриспруденции, Де Векки стал успешным юристом в Турине. К началу Первой мировой войны он был убежденным интервенционистом и лично принимал участие в заключительных сражениях конфликта. По возвращении в Италию он поддержал Национальную фашистскую партию, в которой он придерживался монархического и умеренного крыльев. Он стал председателем ветеранов войны Турина и главой местой сквадры. В 1921 году он был избран в палату депутатов Италии.
Де Векки стал командиром милиции, был одним из организаторов марша на Рим и пытался склонить Антонио Саландра вступить в правительство Муссолини. Сам он стал заместителем министра финансов. В декабре 1922 года он инициировал Туринскую резню и стал одним из наиболее влиятельных Пьемонтских сквадристов.
С 1923 года по 1928 год де Векки был губернатором итальянского Сомали. Это место отдалило его от главных итальянских событий. Ему был дарован титул графа ди Валь Чисмон, в память о сражениях его ардити на Монте-Граппа в 1918 году. Виктор Эммануил III выдвинул его на должность сенатора. Он стал первым послом в Ватикане после принятия Латеранских соглашений. Между 1935 и 1936 годами он был министром образования. На этой должности он провозгласил Савойский дом связующим звеном между Римской империей и фашистской Италией; кроме того, он разрабатывал реформу по централизации управления системой образования.
С 1936 по 1940 года Де Векки работал губернатором Додеканеса, поддерживая там использование итальянского языка. В следующем году он был избран в Большой фашистский совет и 25 июля 1943 года он проголосовал за резолюцию Дино Гранди, смещавшую Муссолини с позиции дуче. В результате, он был приговорён к смерти судом Итальянской социальной республики. Но с помощью католической церкви он смог бежать в Латинскую Америку.
Вернувшись в Италию в 1949 году, де Векки поддержал нео-фашистское движение, наряду с Грациани. Однако, он отказался от какого бы то ни было поста в Итальянском Социальном Движении.
Чезаре Мария де Векки умер в Риме в 1959 году.